# Аль-Атаси, Нуреддин
Нуреддин Мустафа аль-Атаси (араб. نور الدين مصطفى الأتاسي‎; 1929, Хомс, Государство Сирия (Французский мандат) — 3 декабря 1992, Париж, Франция) — сирийский государственный деятель.

## Биография
По образованию и профессии врач. Окончил медицинский факультет Дамасского университета. С 1950 года — член партии Баас; возглавлял партийную организацию города Хомса, затем был членом Национального руководства партии.
Неоднократно занимал пост министра внутренних дел в правительствах, сформированных Баас. В мае — октябре 1964 года — в составе Президентского совета САР; в октябре 1964 — сентябре 1965 — заместитель премьер-министра. С февраля 1966 года — номинальный глава государства, с 29 октября 1968 года — также премьер-министр. С октября 1966 года — генеральный секретарь Баас. В мае 1967 года и 3 июля 1969 года посетил Советский Союз с дружественными визитами.
Представлял левое крыло партии, после политических разногласий с Хафезом аль-Асадом и произведённого последним переворота он провёл 22 года в тюрьме. Заболел раком и был освобождён по состоянию здоровья. Умер 3 декабря 1992 года во время лечения в Париже. Похоронен в родном городе Хомсе.

## Интересные факты
- Нуреддин аль-Атаси указан, как «Н.Аттаси (Париж)[3]» принимавший участие в создании, в титрах фильма «Ангелы смерти», снятом совместно кинокомпаниями «Мосфильм» (Россия) и «Ганем-фильм» (Сирия). Такое же написание его имени встречается и в других источниках[4]. В связи с тем, что в титрах вышедшего в 1993 году фильма рядом с его именем указан «Париж», в Интернете распространилась ошибочная информация, по которой вместо Сирии в числе стран-создателей фильма упоминается Франция.